# Gladys del Pilar
Gladys del Pilar (n. Ecuador; 1967) es una cantante sueca más conocida por haber sido parte del grupo musical Afro-dite.
Durante sus primeros años, creció en un convento ecuatoriano, hasta que fue adoptada por un matrimonio sueco, y se trasladó a vivir a la localidad de Örebro, Suecia, cuando tenía siete años.
Su interés por la música comenzó desde pequeña, tomando clases en la Escuela de Música de su comuna, así como más tarde, ya una vez en el instituto, formando parte de Big Deal, la banda más conocida de Örebro.
Durante cuatro años colaboró con esta formación musical. Poco después, comenzaría su época con el grupo Real Power, con los que conseguía un contrato discográfico con la productora SWE MIX.
En 1991, publicó el sencillo "Trust" con esta vez, a la vez que trabajaba con Denniz Pop en un nuevo sencillo titulado "Made up my mind", que consiguió ser un éxito de ventas.
Dos años más tarde, vería la luz su primer álbum en solitario Movin' On, realizado por la discográfica Eagle Records. En 1998 comienza a trabajar con Blossom Tainton y Kayo Shekoni en la banda "Afro-dite".
Con ellas, consigue vencer en la final del Melodifestivalen 2002 con el tema "Never Let It Go" de Marcos Ubeda. Ese mismo año, el 25 de mayo, representarían a Suecia en el Festival de la Canción de Eurovisión 2002 en Estonia, donde lograrían el octavo puesto. El sencillo consiguió el estatus de platino, y el álbum grabado tras el festival alcanzó el puesto decimotercero entre los más vendidos en Suecia.
La formación intentó nuevamente probar suerte en el Melodifestivalen 2003 con el tema "Aqua Playa" (también compuesto por Marcos Ubeda). En esta ocasión, terminaron octavas. Un año más tarde, ya en solitario, Gladys presentaría el tema "Baby I Can't Stop" (de Daniel Eklund & Mats Hedström) a la edición de 2004. Desafortunadamente, no conseguiría clasificarse en su semifinal. 

## Discografía
- 1997 - "Movin' On"